# Monastero di Santa Marta
Il monastero di Santa Marta si trova in via Santa Marta nella zona a nord del centro storico di Firenze.

## Storia e descrizione

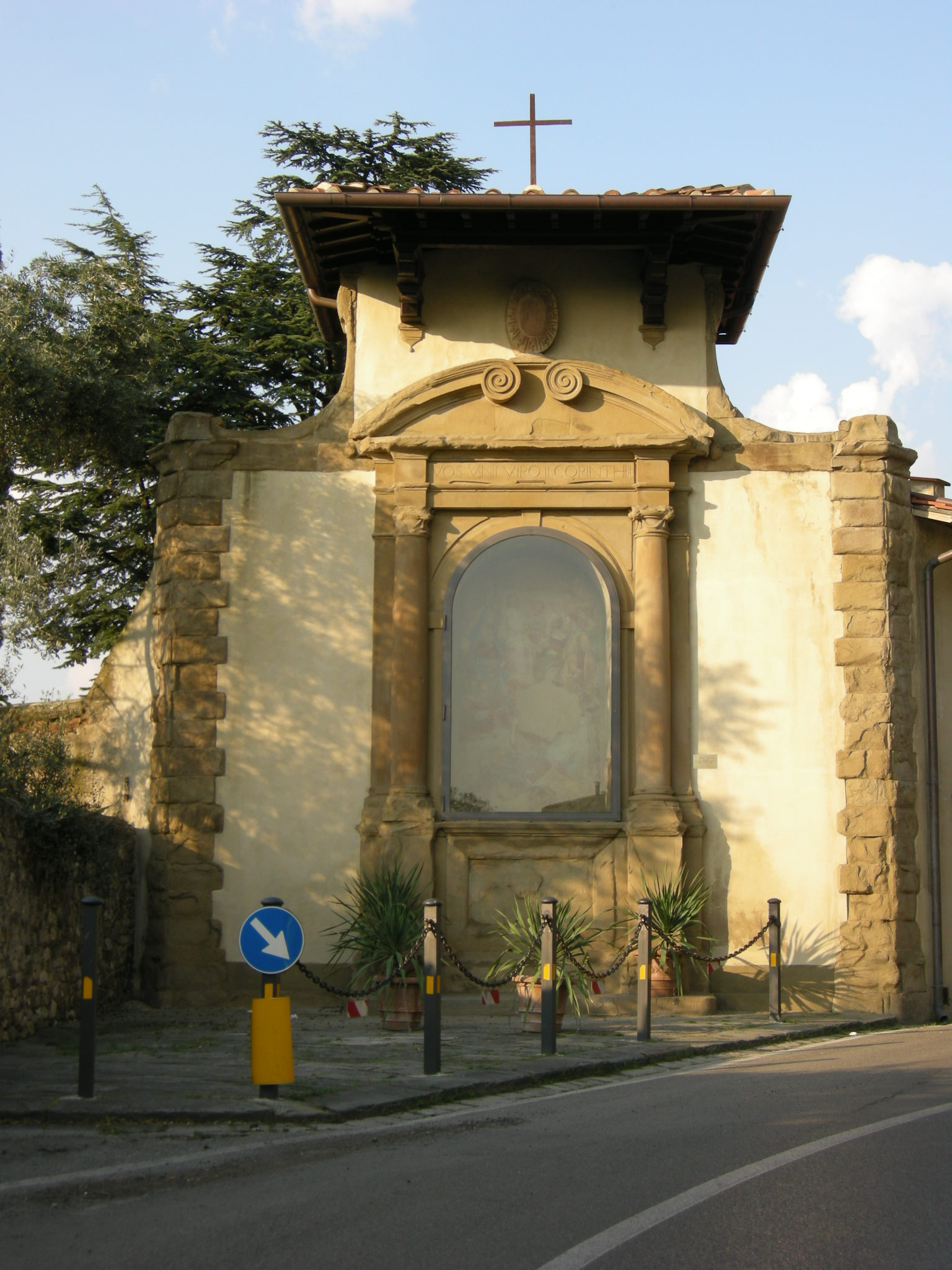
Il tabernacolo di via Santa Marta

Edificato per volontà testamentaria di Lottieri Davanzati nel 1336, il convento fu destinato nel 1343 alle Umiliate guidate da Lotta Acciaiuoli. 
Danneggiato durante l'assedio del 1529-30, il convento fu riedificato nel 1599 a spese di Giovanni Davanzati, che fece anche ristrutturare la chiesa dedicandola a santa Marta.
Da un portale trecentesco si entra nel luogo di culto ad unica navata, affrescata nell'Ottocento nella volta, che conserva altari lapidei del primo Seicento; sopra l'altar maggiore si trova affresco staccato con una Crocifissione con i dolenti e la Maddalena, attribuito all'Orcagna e databile al 1350 circa. 
Nel monastero benedettino è ancora custodita una Resurrezione di Lazzaro di Giovanni Battista Naldini, una croce lignea dipinta di Lorenzo Monaco e nel refettorio un dipinto con un San Michele Arcangelo, del 1590 circa, e un'Ultima Cena entrambe di Francesco Mati, quest'ultima dipinta intorno all'anno 1600 su tela, in luogo della più consueta realizzazione ad affresco, probabilmente per un sopravvenuto impedimento fisico a una gamba che gli impedì l'accesso ai ponteggi.
All'esterno, sulla strada, è un bel tabernacolo affrescato da Bernardino Poccetti con lo  Sposalizio delle monache di Santa Marta